# اشتهاء كبار السن
اشتهاء كبار السن (بالإنجليزية: Gerontophilia)‏ هي التوجه الجنسي تجاه المسنين. شخص له ميول جنسية تجاة كبار السن.

## تاريخ الكلمة

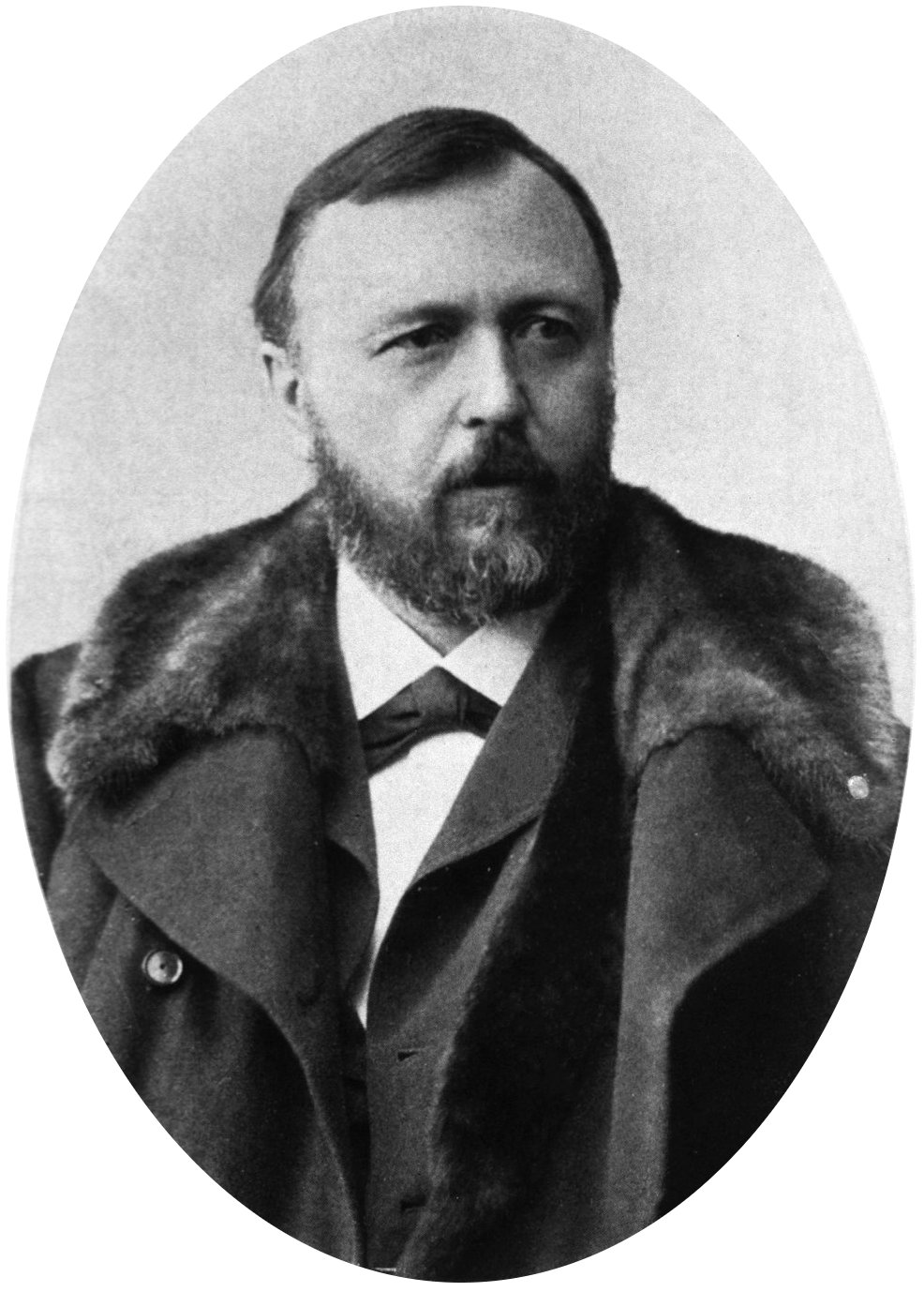
الطبيب النفسي الألماني ريتشارد فون كرافت إيبنج

تمت صياغة الكلمة في عام 1901 من قبل الطبيب النفسي الألماني ريتشارد فون كرافت إيبنج (1820-1902). للكلمة أصل يوناني فهي مكونة من مقطعين الأول جيرون (geron) بمعنى رجل عجوز أو امرأة. المقطع الثاني فيلي (philie) بمعنى حب.

## الوصف

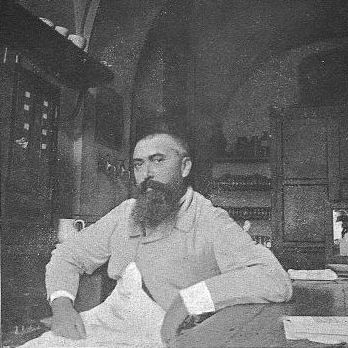
الفيزيائي الفرنسي تشارلز فيري (1852-1907)

يصنف هذا الاشتهاء كمرض نفسي على الرغم من عدم ذكرة في الدليل التشخيصي والإحصائي للاضطرابات النفسية أو التصنيف الدولي للأمراض.
لا نستطيع تحديد متى بدأ انتشار هذا الميول أو عدد المصابين به بكل دقة. ذكرت إحدى دراسات المواد الإباحية أن نسبة محتوى كبار السن قد وصل إلى حوالي 0.15% من محتوى المواد الإباحية المنتشر. ليس بالضرورة أن يكون مرتكبي الجرائم الجنسية مع كبار السن مصابا بهذا المرض. فتوجد دوافع أخرى محتلمة لهذة الجرائم مثل الغضب، السادية أو ضعف كبار السن وعدم قدرتهم على حماية أنفسهم من الاعتداء.
في إحدى الدراسات على مجموعة صغيرة، وجد أنه اثنان فقط من أصل ست معتدين على كبار السن مصابين بهذا المرض النفسي والأربعة الأخرون لأسباب أخرى. ذكر الفيزيائي الفرنسي تشارلز فيري (1852-1907) في دراسة حالة أجرها عام 1905، رفض رجل عمرة 27 عام الزواج من فتاة «جميلة» عمرها 20 عامًا ليتزوج سيدة عمرها 62 عاما.

## وصلات خارجية
مقالات
- قائمة الشذوذ الجنسية (البارفيليات) الواردة ضمن الدليل التشخيصي والإحصائي للاضطرابات النفسية بطبعته الرابعة وبالمراجعة النصية للطبعة الرابعة (بالإنجليزية)
- معايير تشخيصية مقترحة خاصة بقسم الجنس والنوع الاجتماعي في الدليل التشخيصي والإحصائي بطبعته الخامسة (بالإنجليزية)

فيديو
- ما معنى كلمة اشتهاء كبار السن؟ - يوتيوب